# Paralentula
Paralentula is een geslacht van rechtvleugeligen uit de familie Lentulidae. De wetenschappelijke naam van dit geslacht is voor het eerst geldig gepubliceerd in 1944 door Rehn.

## Soorten
Het geslacht Paralentula omvat de volgende soorten:
- Paralentula candidoi Ramme, 1929
- Paralentula marcida Rehn, 1944
- Paralentula mecostiboides Ramme, 1929
- Paralentula prasinata Rehn, 1944